# قلعه سرماج
قلعه سَرماج یا سه‌رمای قلعه‌ای تاریخی‌ست که در شهرستان هرسین، روستای سرماج حسین‌خانی واقع شده‌است. این اثر در تاریخ ۱۰ دی ۱۳۸۱ با شمارهٔ ثبت ۶۹۸۹ به‌عنوان یکی از آثار ملی ایران به ثبت رسیده‌است.
ظاهراً قلعۀ سرماج در مجاورت شهر باستانی دینور قرار داشته‌است، هرچند محل دقیق این شهر هنوز معلوم نیست. یاقوت حموی این قلعه را غیرقابل تسخیر معرفی کرده‌است. حسنویه این قلعه را که به سال ۳۶۹ در آنجا وفات یافت از سنگ‌های تراشیده ساخته‌بود. این حاکم بنا به قول ابن اثیر نزدیک به پنجاه سال در آنجا سلطنت باشکوهی داشته‌است. یک قرن بعد از آن یعنی در سال ۴۴۱ سلطان طغرل سلجوقی صد هزار نفر از لشگریان خود را برای تسخیر قلعه فرستاد و پس از آنکه چهار سال آن را در محاصره داشت توانست برادر خود یون‌‌نال را مقهور کند و از آنجا بیرون آورد.
کشف سنگ‌نوشته‌ای به خط کوفی شجری برخی پژوهشگران را به این نتیجه رسانده که قلعۀ سرماج محل استقرار و حکمرانی پادشاهان حسنویه و محل دفن یکی از آنان بوده است.
برخی از باستان شناسان بر این باورند که قدمت این بنا به اواخر دورۀ ساسانی و پادشاهی خسرو پرویز بازمی‌گردد و این احتمال نیز مطرح شده که سرماج همان مکان معروف به «دکان» باشد که خسرو در آنجا پادشاهان چین، ترک، روم و هند را گردهم آورده‌است.
در آبان ۱۴۰۳ مدیرکل میراث فرهنگی، صنایع دستی و گردشگری استان کرمانشاه از برنامه‌ریزی برای تملک واحدهایی که روی آن ساخته شده و آزادسازی محوطۀ باستانی سرماج طی یک دورۀ چند ساله خبر داد.